# Федосьино (Москва, запад)
Федо́сьино — бывшее село, вошедшее в состав Москвы в 1984 году.

## История
Наиболее ранние описания этих мест сохранились от XVII века, когда село принадлежало двум монастырям. Вознесенская Девичья обитель находилась в Кремле, у Спасских (Фроловских) ворот, и была основана в 1393 году вдовой князя Дмитрия Донского Евдокией, которая после смерти мужа приняла здесь постриг под именем Евфросиньи и была в ней похоронена. С этого времени Вознесенский монастырь стал служить местом погребения великих княгинь и княжон, цариц и царевен династии Рюрика и пришедших на их смену в 1613 году Романовых.
Ново-Переделкино поглотило земли старинного села Федосьино, от которого осталась бывшая сельская церковь, которая стоит в окружении современных домов рядом с Лукинской улицей (№ 11). Неизвестно, когда это село стало собственностью монастыря. Можно предположить, оно досталось обители от одной из княжон или княгинь, по имени Федосья, но как бы то ни было, впервые Федосьино упоминается в писцовой книге 1627 года. Описание этого года отмечает здесь деревянную Преображенскую церковь, дворы причта, монастырские дворы, пять крестьянских дворов с пятью жителями мужского пола и два пустых двора. В 1736 году церковь была перестроена из-за ветхости заново. Следующий раз её перестраивают в 1854 году и создают уже каменной. Разрешение на строительство было дано в 1844 году, но построили её только спустя десяток лет и освятили в честь Благовещения Богородицы.
Село, как и почти все другое имущество, находившееся во владении церкви и отошедшее к государству в 1764 году, управлялось ведомством государственных имуществ, а крестьяне также назывались государственными. В 1852 году в селе насчитывался 321 житель. Церковь была закрыта в 1937 году, настоятель её арестован и расстрелян. Здание уже хотели снести по причине плохого состояния, но в 1991 году её возвратили патриархии, и в данный момент она восстановлена из руин. В 2000-х годах деревня исчезает с карт.

## Память
На месте села располагается одноимённая улица